# Червенокрака касина
Червенокраките касини (Kassina maculata) са вид земноводни от семейство Hyperoliidae.
Срещат се в югоизточната част на Южна Африка.
Таксонът е описан за пръв път от френския зоолог Огюст Дюмерил през 1853 година.